# Podkończyce
Podkończyce – przysiółek w Polsce, położony w województwie mazowieckim, w powiecie radomskim, w gminie Wolanów.
Przysiółek wchodzi w skład sołectwa Podlesie.
W latach 1975–1998 miejscowość administracyjnie należała do województwa radomskiego.
Wierni Kościoła rzymskokatolickiego należą do parafii Niepokalanego Poczęcia Najświętszej Maryi Panny w Kończycach.